# Carlos Fabre del Rivero
Carlos Fabre del Rivero (Puebla de Zaragoza, Puebla, 20 de septiembre de 1937) es un político mexicano, miembro del Partido Revolucionario Institucional, que ocupó diversos cargos políticos de importancia, entre ellos Delegado en Cuauhtémoc, Distrito Federal.
Carlos Fabre del Rivero es abogado egresado de la Benemérita Universidad Autónoma de Puebla donde fue líder estudiantil, ingresó en la política al participar en concursos de oratoria organizados por el PRI a nivel estatal y nacional en 1956 y 1957 y ocupó el liderazgo juenil del mismo partido a nivel estatal; fue director general de Industria y Desarrollo Comercial de Puebla de 1963 a 1969 y alcalde suplente del municipio de Puebla de este último año a 1970; participó en la campaña presidencial de Luis Echeverría Álvarez como su secretario auxiliar y al asumir este la presidencia lo nombró oficial mayor de la Secretaría de Industria y Comercio, en 1974 aspiro a la candidatura del PRI a gobernador de Puebla que finalmente correspondió a Alfredo Toxqui; posteriormente fue delegado del PRI en Querétaro y en Quintana Roo entre 1981 y 1982.
En 1982 el presidente Miguel de la Madrid lo nombró titular de la delegación Cuauhtémoc en el Distrito Federal, cargo en el que desempeñaba al producirse el terremoto del 19 de septiembre de 1985, concentrando la delegación a su cargo la mayor parte del daño estructural y humano causado por el mismo, siendo sumamente criticado por su prácticamente nula respuesta, junto con Ramón Aguirre Velázquez, Jefe del Departamento del Distrito Federal; en consecuencia se vio obligado a renunciar al cargo y se retiró de la actividad política.